# باول رودلف
باول رودلف هو مجدف سويسري، ولد في 6 ديسمبر 1892، وتوفي في القرن العشرين.

## وصلات خارجية
- باول رودلف على موقع الاتحاد الدولي للتجديف (الإنجليزية)
- باول رودلف على موقع اللجنة الأولمبية الدولية (الإنجليزية)
- باول رودلف على موقع أوليمبيديا (الإنجليزية)